# Carlos Peña Rómulo
Pour les articles homonymes, voir Peña (homonymie).
Carlos Peña Rómulo, né le 14 janvier 1899 à Camilíng, dans la province philippine de Tarlac, mort le 15 décembre 1985 à Manille, est un homme politique philippin.
Durant la Seconde Guerre mondiale, ce diplomate et journaliste se rangea aux côtés des Alliés. Devenu général américain, il fut élu président de l'Assemblée générale des Nations unies (1949-1950).
Il a publié des souvenirs (I Walked with Heroes, 1961).
En 1982, il est décoré de l'Ordre des Artistes nationaux des Philippines.